# Пашаян, Бенур Алексанович
Бенур Алексанович (Александрович) Пашаян (арм. Բենուր Փաշայան; 13 февраля 1959, Азаврети — 13 декабря 2019, Ереван) — советский борец греко-римского стиля, двукратный чемпион СССР (1982, 1983), двукратный чемпион Европы (1981, 1982), двукратный чемпион мира (1982, 1983), победитель соревнований «Дружба-84» (1984). Заслуженный мастер спорта СССР (1982).

## Биография
Бенур Пашаян родился 13 февраля 1959 года в селе Азаврети (Азаврет) Ахалкалакского района Грузинской ССР. В 1969 году вместе с семьёй переехал в село Джрвеж. Начал заниматься греко-римской борьбой в возрасте 14 лет в Ереване. Тренировался под руководством Альберта Мнацаканяна и Арутюна Хачатряна. В 1977 и 1979 годах становился чемпионом мира среди юниоров.
Первым успехом Бенура Пашаяна на взрослом уровне была победа на чемпионате Европы 1981 года в Гётеборге. В 1982 году он выиграл чемпионат СССР, чемпионат Европы и чемпионат мира. В 1983 году снова стал чемпионом СССР и чемпионом мира. В том же году был признан Международной федерацией объединённых стилей борьбы лучшим борцом греко-римского стиля.
Бенур Пашаян был главным фаворитом Олимпийских игр в Лос-Анджелесе (1984) в своей весовой категории, однако незадолго до начала Олимпиады политическое руководство СССР приняло решение о её бойкоте советскими спортсменами. Вместе с борцами из присоединившихся к бойкоту социалистических стран участвовал в соревнованиях «Дружба-84» и стал их победителем.
В 1985 году Бенур Пашаян завершил свою спортивную карьеру. В 1986—1989 годах был тренером сборной Армянской ССР. В 1989 году окончил Армянский государственный институт физической культуры. В 1999—2000 годах занимал пост президента Национального олимпийского комитета Армении.
Умер 13 декабря 2019 года в одной из клиник Еревана от сердечной недостаточности. Похоронен на кладбище в селе Джрвеж.